# Glen Hanlon
Glen Hanlon (* 20. února 1957, Brandon, Manitoba) je kanadský hokejový trenér. Působil jako brankář, v letech 1977 až 1991 odchytal 477 zápasů v National Hockey League za kluby Vancouver Canucks, St. Louis Blues, New York Rangers a Detroit Red Wings. Největším jeho úspěchem bylo semifinále Stanley Cupu 1985/86 s Rangers, kdy dělal dvojku Johnu Vanbiesbrouckovi. Wayne Gretzky vstřelil svůj první gól v NHL v říjnu 1979 právě Hanlonovi. Jako trenér vedl kluby Portland Pirates, Washington Capitals, Jokerit Helsinky a HK Dynamo Minsk. Trénoval běloruskou reprezentaci na mistrovství světa v ledním hokeji v letech 2005, 2006, 2009 a 2014, v letech 2006 a 2014 ji dovedl do čtvrtfinále. V roce 2010 se stal koučem slovenské reprezentace, byl propuštěn po mistrovství světa v ledním hokeji 2011, kdy Slováci na domácí půdě nepostoupili do čtvrtfinále. Koncem května 2014 byl jmenován koučem švýcarské reprezentace.